# Emanuel Bentil
Emanuel Bentil (* 3. Dezember 1978 in Tema) ist ein ghanaischer ehemaliger Fußballspieler.

## Karriere

### Vereine
Aus der Jugend des im ghanaischen Nkawkaw ansässigen Vereins Okwawu United hervorgegangen, gelangte Bentil 1995 gemeinsam mit Christian Saba in die Jugendabteilung des FC Bayern München, nachdem er als Kapitän der U-17-Nationalmannschaft 1995 in Ecuador den Titel des U-17-Weltmeisters errang.
Gemeinsam mit seinem Landsmann Saba rückte er zur Saison 1997/98 in den Profi-Kader der
Bayern auf, dem er bis 2000 angehörte, jedoch ohne Pflichtspiel blieb. Mit dem Umstand unzufrieden, lediglich in der Amateurmannschaft eingesetzt worden zu sein, wechselte er im Sommer 2000 nach Griechenland zum Erstligisten AO Kalamata, mit dem er nach seiner ersten Saison (als Tabellenfünfzehnter) in die 2. Liga abstieg und in dieser bis 2003 verblieb.
Von da an folgten weitere Stationen rund um den Erdball: Bis zum Saisonende am 1. November 2003 spielte er in Russland für den Erstligisten Alanija Wladikawkas. Danach wechselte er nach Bulgarien zum Erstligisten Tscherno More Warna. Anfang 2006 gab er ein kurzes Gastspiel in den Vereinigten Staaten beim Erstligisten Los Angeles Galaxy, für den er nur als Ersatzspieler zum Einsatz kam. Im November desselben Jahres verließ er den Verein und wechselte nach El Salvador zum Erstligisten AD Isidro Metapán. Im Juli 2007 wechselte er nach Vietnam zum Erstligisten Khatoco Khánh Hòa und spielte anschließend, Anfang 2008, in Israel für den Drittligisten Hapoel Nazareth Illit in der Liga Alef. Ab 2010 war er für den viertklassigen Hollywood United FC in den USA aktiv. Sein Debüt am 22. Mai 2010 beim 3:3-Unentschieden gegen Fresno Fuego krönte er gleich mit seinem ersten Tor. Im Jahr 2012 beendete er seine Laufbahn.

### Nationalmannschaft
Bentil nahm an der vom 3. bis 20. August 1995 in Ecuador ausgetragenen U-17-Weltmeisterschaft teil und bestritt alle sechs Turnierspiele einschließlich des Finales. Beim 2:0-Sieg am 12. August im Viertelfinale gegen die Auswahl Portugals gelang ihm der Führungstreffer in der 14. Minute und beim 3:2-Finalsieg am 20. August gegen die Auswahl Brasiliens sorgte er mit dem Treffer zum 3:1 in der 49. Minute für die Vorentscheidung bei der Titelvergabe.

## Erfolge
- U-17-Weltmeister 1995
- DFL-Ligapokal-Sieger 1997
- DFB-Pokal-Sieger 1998